# USS Bunker Hill (CV-17)
La USS Bunker Hill (CV / CVA / CVS-17, AVT-9) era una delle 24 portaerei della classe Essex costruite durante la seconda guerra mondiale per la Marina degli Stati Uniti. La nave fu chiamata così in onore della Battaglia di Bunker Hill avvenuta durante la Guerra d'indipendenza americana. Commissionata nel maggio del 1943 e inviata al Pacific Theatre of Operations, la nave partecipò a battaglie nel Pacifico sud-occidentale, nel Pacifico centrale e a incursioni aeree sul Giappone.
Mentre prestava supporto durante l'invasione di Okinawa, Bunker Hill fu colpito da due aerei kamikaze in rapida successione, che provocarono a bordo un vasto incendio. Le vittime furono circa 600 secondo alcune fonti, ma vennero confermati 346 morti e 43 dispersi. Dopo l'attacco, Bunker Hill tornò negli Stati Uniti per le riparazioni ed era ancora in bacino di carenaggio quando le ostilità terminarono.
Dopo la guerra, Bunker Hill fu impiegato come trasporto di truppe per riportare i membri del servizio americano dal Pacifico alle coste americane. Venne poi ritirato dal servizio nel 1947. Mentre era in riserva, la nave fu riclassificata prima come portaerei d'attacco (CVA), quindi come una nave antisommergibile (CVS) e infine una nave da addestramento per atterraggio di velivoli ausiliari (AVT), ma non fu mai modernizzata e non vide mai più un servizio attivo. Il Bunker Hill e l'USS Franklin furono le uniche due unità della classe Essex che non vennero riutilizzate dopo la guerra.
Cancellata dal registro navale delle unità in servizio nel 1966, Bunker Hill è stato per molti anni una piattaforma di test nella baia di San Diego ed è stato venduto per la rottamazione nel 1973. Uno sforzo per salvarlo come nave museo nel 1972 non ebbe successo.

## Costruzione e servizio
Bunker Hill è stato ufficialmente richiesto il 15 settembre 1941, come scafo numero 1509 presso il Fore River Shipyard della Bethlehem Steel Company, Quincy, Massachusetts e varato il 7 dicembre 1942. La nave fu commissionata il 25 maggio 1943, con il comandante JJ Ballentine al comando. La compagnia aerea salì a bordo del suo gruppo aereo a Norfolk, in Virginia alla fine di giugno, e il 15 luglio salpò a sud verso Trinidad per la sua prima missione. Tre settimane dopo la nave tornò a Norfolk e il 4 settembre salpò verso sud per il Canale di Panama. In seguito passò per San Diego, Pearl Harbor e arrivò al Pacific Theatre of Operations.

### Seconda guerra mondiale

#### 1943-1944
Bunker Hill impiegò lo squadrone VF-17,  che pilotava F4U Corsairs. Il Corsair, un nuovo aereo, ebbe alcune difficoltà nel suo sviluppo, e la marina prese in considerazione la sostituzione dei Corsairs della VF-17 con Grumman F6F Hellcats. Lo squadrone sostenne con successo la conservazione dei suoi Corsairs, poiché ritenevano fossero aerei da combattimento migliori.  Durante il viaggio da San Diego a Pearl Harbor, i piloti però scoprirono che la Marina aveva deciso di non usare i Corsairs, per evitare di trasportare parti e rifornimenti per troppi caccia. VF-17 fu così riordinata nel sud-ovest del Pacifico, per un'altra operazione. Fu sostituita a bordo della Bunker Hill dalla VF-18, i cui uomini erano stati trasportati a bordo della nave da San Diego a Pearl Harbor.
Bunker Hill  partiti da Pearl Harbor il 19 ottobre in rotta verso il sud-ovest del Pacifico. Io stormo della squadriglia aerea ha partecipato al raid aereo sulla principale base della Marina imperiale giapponese a Rabaul, insieme alla USS Essex e alla USS Independence l'11 novembre 1943. Il 14 novembre la squadriglia portò supporto partendo dalle isole Gilbert per coprire l'invasione e l'occupazione di Tarawa.
Bunker Hill proseguì con i raid aerei su Kavieng a supporto degli sbarchi anfibi nell'arcipelago di Bismarck (25 dicembre 1943, 1º gennaio e 4 gennaio 1944); raid aerei nelle Isole Marshall (29 gennaio - 8 febbraio); i raid aerei su larga scala sull'atollo di Truk (17-18 febbraio), durante i quali furono affondate otto navi da guerra della IJN; raid aerei sulle Isole Marianas (Guam, Saipan e Tinian) (23 febbraio); raid aerei su Palau, Yap, Ulithi e Woleai nelle Isole Palau (30 marzo - 1º aprile); incursioni a sostegno degli sbarchi dell'esercito americano intorno a Hollandia (21-28 aprile); raid aerei su Truk, Satawan e Ponape nelle Isole Caroline (29 aprile - 1 maggio) e operazioni di combattimento nelle Marianne a supporto degli sbarchi anfibi su Saipan e Guam (12 giugno - 10 agosto), inclusa la titanica battaglia del Mare delle Filippine, appena a ovest delle Marianne. 

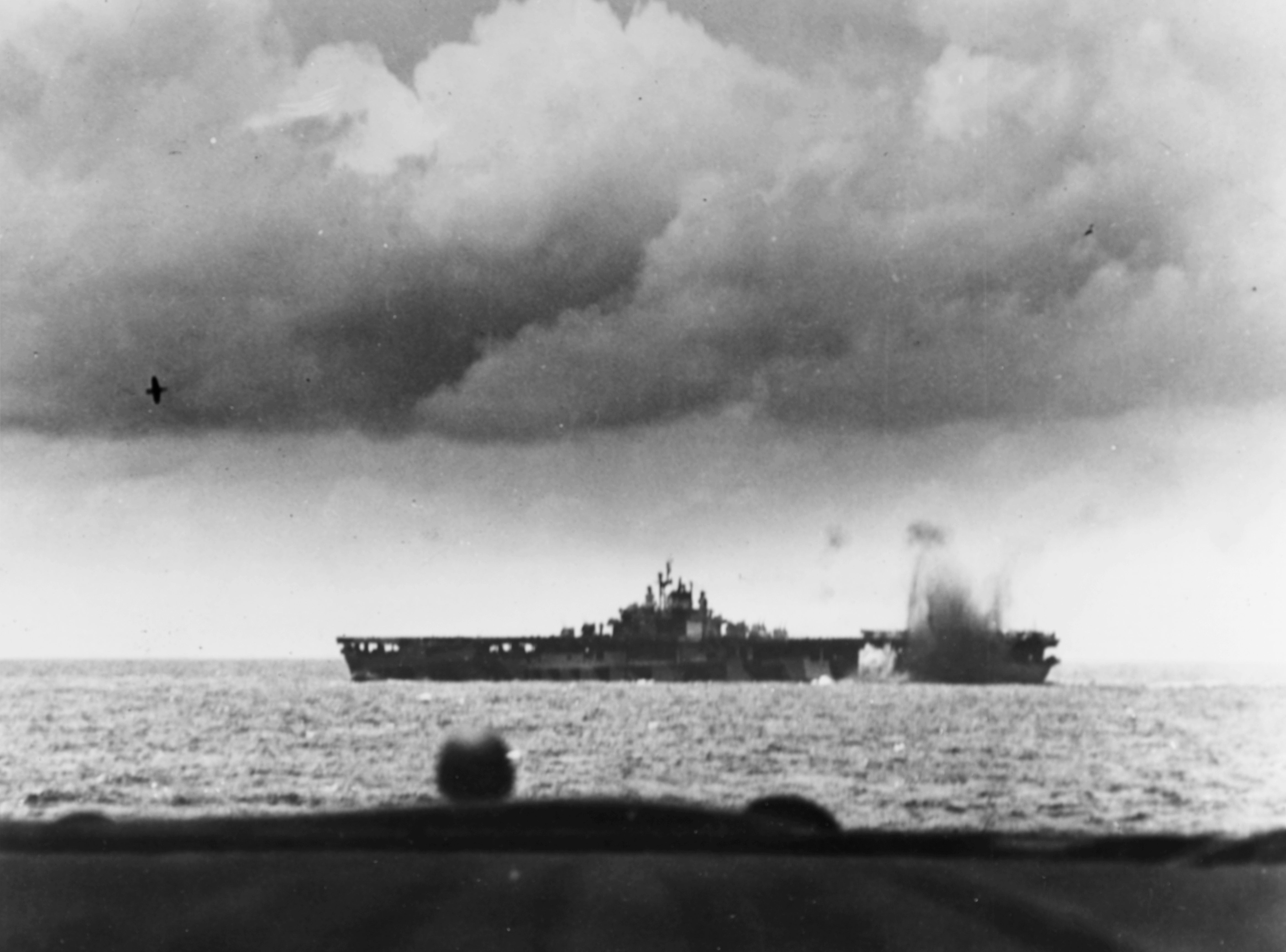
La USS Bunker Hill sotto attacco, 19 giugno 1944

Il 19 giugno 1944, durante le fasi di apertura degli sbarchi nelle Marianne, Bunker Hill fu danneggiato quando l'esplosione di una bomba aerea giapponese sparse frammenti di schegge sui ponti e sui lati della portaerei. Due marinai furono uccisi e circa 80 furono feriti. Bunker Hill ha continuato comunque a combattere, con il suo fuoco antiaereo che ha abbattuto alcuni aerei da guerra nemici.
Durante la battaglia del Mare delle Filippine, furono distrutti circa 476 aerei da guerra giapponesi, quasi tutti abbattuti Grumman F6F, come quelli trasportati da Bunker Hill.
A settembre, Bunker Hill ha effettuato incursioni aeree nelle Isole Caroline occidentali, e poi lei e la sua task force hanno navigato verso nord per lanciare incursioni aeree su Luzon, Formosa e Okinawa, all'inizio di novembre.
Il 6 novembre 1944, Bunker Hill  si recò al cantiere navale di Bremerton, per un periodo di importanti lavori di revisione/manutenzione e ammodernamento delle armi. La nave riparti dal porto di Bremerton il 24 gennaio 1945 e tornò nell'area di combattimento nel Pacifico occidentale.

#### 1945

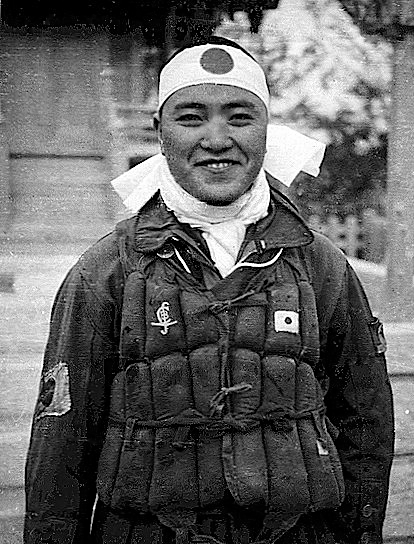
Kiyoshi Ogawa, pilota del secondo kamikaze che colpi la nave

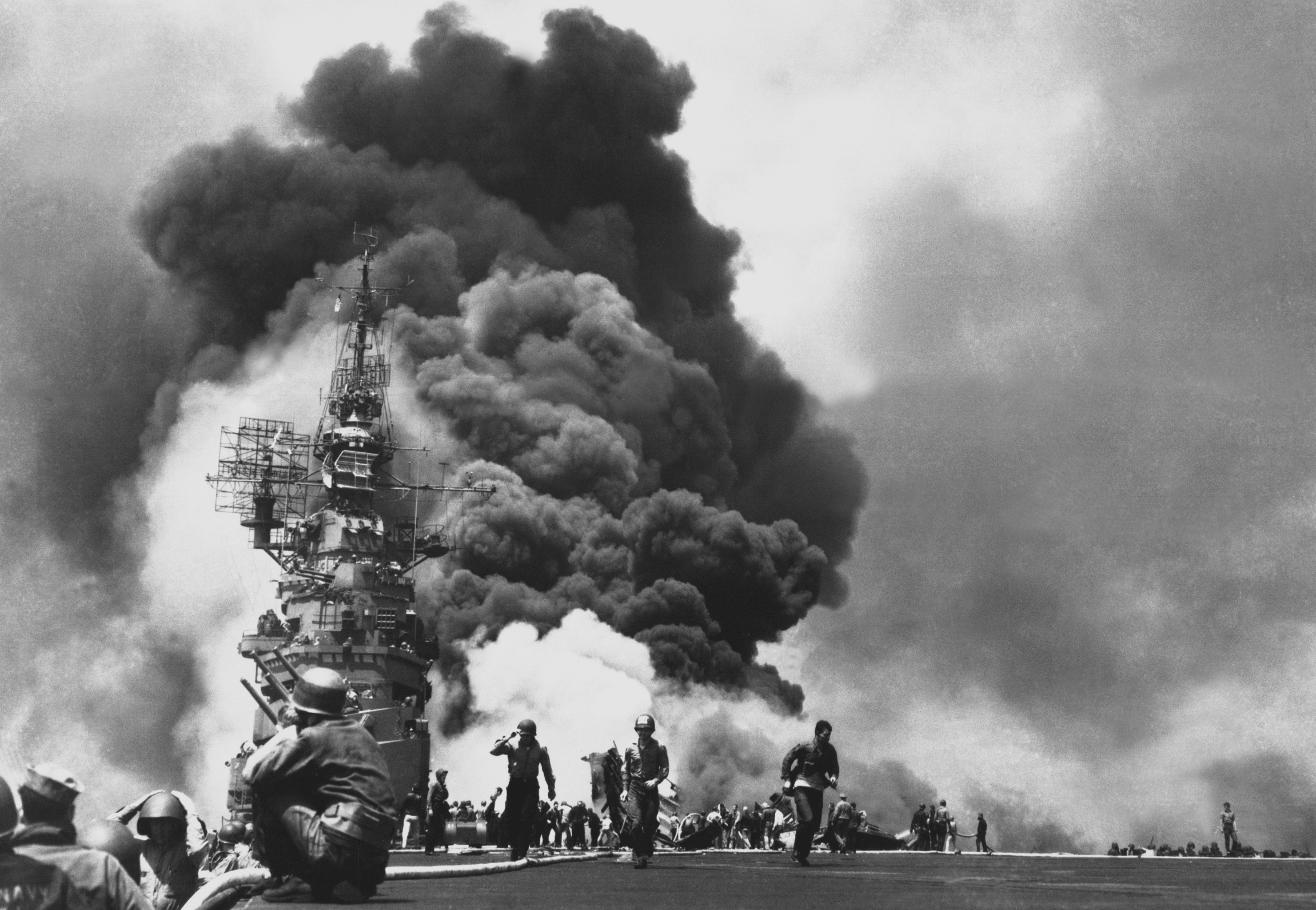
La situazione sul ponte dopo gli attacchi dei due kamikaze

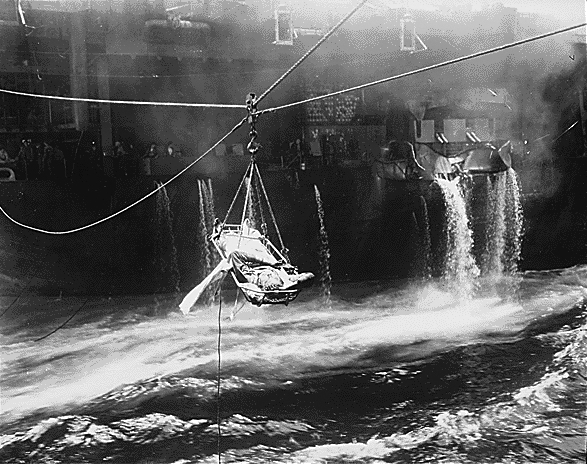
Trasferimento dei feriti dal Bunker Hill alla USS Wilkes Barre

Nel 1945, Bunker Hill era il fiore all'occhiello della Task Force 58, comandata dal vice ammiraglio Marc A. Mitscher.
Nell'ultimo viaggio della task force attraverso il Pacifico centrale, Bunker Hill operò con gli altri vettori veloci e le loro cannoniere di screening nella battaglia di Iwo Jima, aiutò la 5ª flotta nelle incursioni contro Honshū e Nansei Shoto (15 febbraio - 4 marzo), e supportò la flotta durante la battaglia di Okinawa. Uno degli aeromobili della portaerei fu quello che individuò la corazzata giapponese Yamato, la più grande al mondo, che non era stata più vista dalla Battaglia del Golfo di Leyte dell'anno precedente. Nell'operazione Ten-Go la corazzata, schermata da un incrociatore leggero e da otto cacciatorpediniere, si diresse verso Okinawa per interferire con l'invasione alleata di quell'isola. L'aereo della task force attaccò e affondò Yamato, l'incrociatore e quattro cacciatorpediniere.
La mattina dell'11 maggio 1945, mentre sosteneva l'invasione di Okinawa, Bunker Hill fu colpito e gravemente danneggiato da due aerei kamikaze giapponesi. Un aereo da combattimento Mitsubishi A6M Zero pilotato dal tenente Junior Grade Seizō Yasunori emerse dalla copertura nuvolosa bassa, si tuffò verso il ponte di volo e lanciò una bomba da 550 libbre (250 chilogrammi) che penetrò nel ponte di volo e uscì dal lato della nave nella galleria livello del ponte prima di esplodere nell'oceano. Lo Zero successivo si schiantò sul ponte di volo del vettore, distruggendo aerei da guerra parcheggiati pieni di carburante e munizioni, provocando un grande incendio. I resti dello Zero superarono il ponte e caddero in mare. Quindi, dopo 30 secondi, un secondo Zero, pilotato dal guardiamarina Kiyoshi Ogawa, si tuffò nella sua immersione suicida. Lo Zero attraversò il fuoco antiaereo, lanciò una bomba da 550 libbre e poi si schiantò contro il ponte di volo. La bomba è penetrata nel ponte di volo ed è esplosa vicino alle stanze dei soldati. Gli incendi della benzina si sono poi propagati e il tutto fu seguito da diverse esplosioni.
Bunker Hill perse un totale di 390 marinai e aviatori uccisi, di cui 43 dispersi (mai trovati) e 264 feriti. Tra le vittime c'erano tre ufficiali e nove uomini arruolati dello staff di Mitscher. L'ammiraglio abbandonò il comando con un segnale visivo; lui e il suo restante personale furono trasferiti prima a un cacciatorpediniere <i id="mwyg">inglese</i> e poi all' Enterprise, che diverrà il fiore all'occhiello della marina. La bomba trasportata dal secondo kamikaze penetrò nella stanza dei membri del VF-84 persero la vita durante l'attacco.
Bunker Hill fu gravemente danneggiato ma fu in grado di navigare a vapore a 20 nodi verso Ulithi. La nave in seguito tornò fu inviata al cantiere navale Bremerton per le riparazioni. Era ancora nel cantiere quando la guerra finì a metà agosto 1945.

### Il dopoguerra
Il 27 settembre 1945, Bunker Hill salpò da Bremerton per presentarsi in servizio con la flotta dell'Operazione Magic Carpet. La nave effettuò viaggi di ritorno sulla costa occidentale da Pearl Harbor, nelle Filippine, e Guam e Saipan. Nel gennaio 1946 la nave fu ordinata a Bremerton per la dismissione e fu ritirata dal servizio il 9 gennaio 1947. 

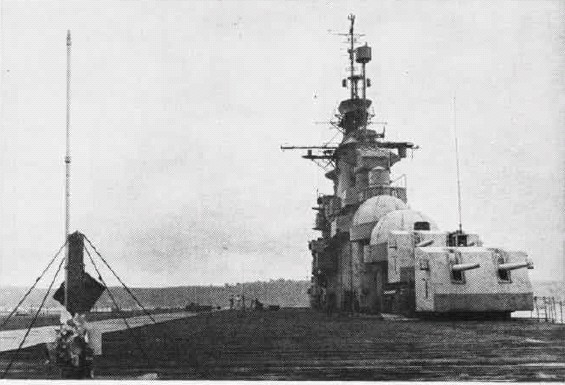
Bunker Hill come piattaforma di test elettronica fissa, 1967

Mentre era in riserva, Bunker Hill fu riclassificato tre volte, diventando CVA-17 nell'ottobre 1951, CVS-17 nell'agosto 1953 e AVT-9 nel maggio 1959, con quest'ultima designazione che indicava che qualsiasi futura operazione commissionata sarebbe stata un "velivolo ausiliario Nave da addestramento di atterraggio". Poiché tutti i vettori di classe dell'Essex sopravvissero alla guerra, Bunker Hill era in surplus per le esigenze della marina. Lei e la USS Franklin, che avevano anche subito gravi danni a seguito di un attacco aereo, erano le uniche portaerei della classe Essex che non subirono alcun servizio attivo dopo la fine della seconda guerra mondiale. Sebbene il loro danno in tempo di guerra fosse stato riparato con successo, erano le loro condizioni, ritenute ormai obsolete rispetto a navi con concezioni più moderne come la USS Iowa.
Cancellata dal registro navale nel novembre del 1966, Bunker Hill fu utilizzato come piattaforma di prova elettronica fissa presso la stazione aerea navale North Island, San Diego, negli anni '60 e nei primi anni '70. Il 2 luglio 1973 la nave fu venduta per la rottamazione alla Zidell Explorations, Inc. dell'Oregon.
Alcune reliquie sopravvivono ancora oggi e parti del rivestimento in acciaio vennero utilizzate nel 1986 per costruire l'incrociatore missilistico guidato che porta il nome di USS Bunker Hill.
- Bruce Meyers prestò servizio a bordo di Bunker Hill durante la seconda guerra mondiale. Sopravvisse all'attacco di Kamikaze del maggio 1945 e continuò a creare l'originale Dune Buggy, il Meyers Manx.[18]
- Paul Newman, come mitragliere radiofonico in un bombardiere siluro Grumman TBF Avenger, prestò servizio a bordo della USS Bunker Hill durante la battaglia di Okinawa nella primavera del 1945.[19]